# 여주 고달사지 석조
여주 고달사지 석조는 경기도 여주시 고달사지에 있는 고려시대의 석조이다. 2010년 12월 8일 경기도의 유형문화재 제247호로 지정되었다.

## 개요
고달사지 석조는 경기도 내에서 보기 드문 작품으로 고려시대에 제작된 것으로 추정되는 점에서 가치가 인정된다.

## 같이 보기
- 고달사지

## 참고 자료
- 여주 고달사지 석조 - 국가유산청 국가유산포털